# Saint-Maurice-du-Désert
Pour les articles homonymes, voir Saint-Maurice.
Saint-Maurice-du-Désert est une ancienne commune française du Passais, située dans le département de l'Orne en région Normandie, devenue le 1er janvier 2016 une commune déléguée au sein de la commune nouvelle des Monts d'Andaine.
Elle est peuplée de 746 habitants.

## Toponymie
Le nom de la paroisse est attesté sous la forme Sanctus Mauricius au XIIIe siècle.
L'hagiotoponyme Saint-Maurice fait référence à Maurice d'Agaune.
Littéralement; « localité vouée à saint Maurice située sur des terres incultes » ; « Le Pays d'Houlme, situé entre Domfront et Falaise, est le plus montueux de la province et possède le plus mauvais terroir, les terres sur les hauteurs n'y produisent que des seigles et du bled noir, appelé communément sarrasin ; très peu d'avoine et d'autres menus grains, et point de froment ; il a seulement quelques pasturages qui servent à nourrir les bestiaux. Les terres sont plantées de pommiers et de poiriers, dont les fruits servent à faire la boisson ordinaire » .

## Histoire
Au XIe siècle cette paroisse du Passais existait déjà, puisque Hélie, comte du Maine et seigneur de Domfront en 1090, autorise le recteur de Saint-Maurice à user de ses herbages et forêts.
A la même époque, le territoire de Saint-Maurice sert probablement à la création de la paroisse de la Ferté.
En 1053, le baron Guillaume de la Ferté fait don de la terre de Helgot de la Berlaria (Bêlère ?), village de Saint-Maurice contigu au territoire de La Ferté, aux Bénédictins de l'Abbaye de Saint Julien de Tours.
Sous l'Ancien Régime, Saint-Maurice-du-Désert est une paroisse dépendant du diocèse du Mans, de l'archidiaconé de Passais et du doyenné de La Roche-Mabile. Administrativement, elle relevait de l'intendance d'Alençon, de l'élection de Falaise et de la sergenterie de La Ferté Macé.
Le 14 mars 1946, l'affaire Édouard Hamel, une des dernières affaires criminelles de sorcellerie, se déroule dans un hameau de Saint-Maurice-du-Désert. Le criminel, qui tue son « envoûteur » dans un moment de folie, est jugé aux Assises de l'Orne en 1948. La source de la discorde est toujours visible au hameau, au bord du petit étang.

## Politique et administration
| Période                                  | Période       | Identité                 | Étiquette | Qualité                                                                                                   |
| ---------------------------------------- | ------------- | ------------------------ | --------- | --- |
|                                          |               | Marquis Léon de Contades |           | Propriétaire Chambellan honoraire de l'Empereur Conseiller général du canton de La Ferté Macé (1858-1874) |
| Les données manquantes sont à compléter. |               |                          |           | |
| 1977                                     | novembre 2007 | Guy Gravelat             | SE        | Suppléant du député RPR Daniel Goulet de 1973 à 1981                                                      |
| novembre 2007                            | En cours      | Stéphan Gravelat         | UDI       | Agriculteur                                                                                               |
| Les données manquantes sont à compléter. |               |                          |           | |

## Démographie
En 2021, la commune comptait 746 habitants. Depuis 2004, les enquêtes de recensement dans les communes de moins de 10 000 habitants ont lieu tous les cinq ans (en 2008, 2013, 2018, etc. pour Saint-Maurice-du-Désert) et les chiffres de population municipale légale des autres années sont des estimations.
| 1793  | 1800 | 1806  | 1821  | 1831  | 1836  | 1841  | 1846  | 1851  |
| ----- | ---- | ----- | ----- | ----- | ----- | ----- | ----- | ----- |
| 1 063 | 773  | 1 105 | 1 141 | 1 224 | 1 217 | 1 160 | 1 149 | 1 112 |

| 1856  | 1861  | 1866 | 1872 | 1876 | 1881 | 1886 | 1891 | 1896 |
| ----- | ----- | ---- | ---- | ---- | ---- | ---- | ---- | ---- |
| 1 128 | 1 097 | 970  | 834  | 827  | 822  | 730  | 709  | 678  |

| 1901 | 1906 | 1911 | 1921 | 1926 | 1931 | 1936 | 1946 | 1954 |
| ---- | ---- | ---- | ---- | ---- | ---- | ---- | ---- | ---- |
| 671  | 607  | 544  | 482  | 508  | 493  | 490  | 446  | 405  |

| 1962 | 1968 | 1975 | 1982 | 1990 | 1999 | 2008 | 2013 | 2018 |
| ---- | ---- | ---- | ---- | ---- | ---- | ---- | ---- | ---- |
| 393  | 386  | 414  | 463  | 643  | 676  | 690  | 777  | 753  |

| 2019 | - | - | - | - | - | - | - | - |
| ---- | - | - | - | - | - | - | - | - |
| 742  | - | - | - | - | - | - | - | - |

## Lieux et monuments
- Château (manoir) du XVIIe siècle inscrit aux Monuments historiques[13].
- Église Saint-Maurice.

## Personnalités liées à la commune
- Comte Gérard de Contades, maire de Saint-Maurice, historien, écrivain
- Maurice de Germiny (1939-), évêque de Blois y est né.